# Siderasis fuscata
Siderasis fuscata är en himmelsblomsväxtart som först beskrevs av Conrad Loddiges, och fick sitt nu gällande namn av Harold Emery Moore. Siderasis fuscata ingår i släktet Siderasis och familjen himmelsblomsväxter. Inga underarter finns listade.

## Bildgalleri

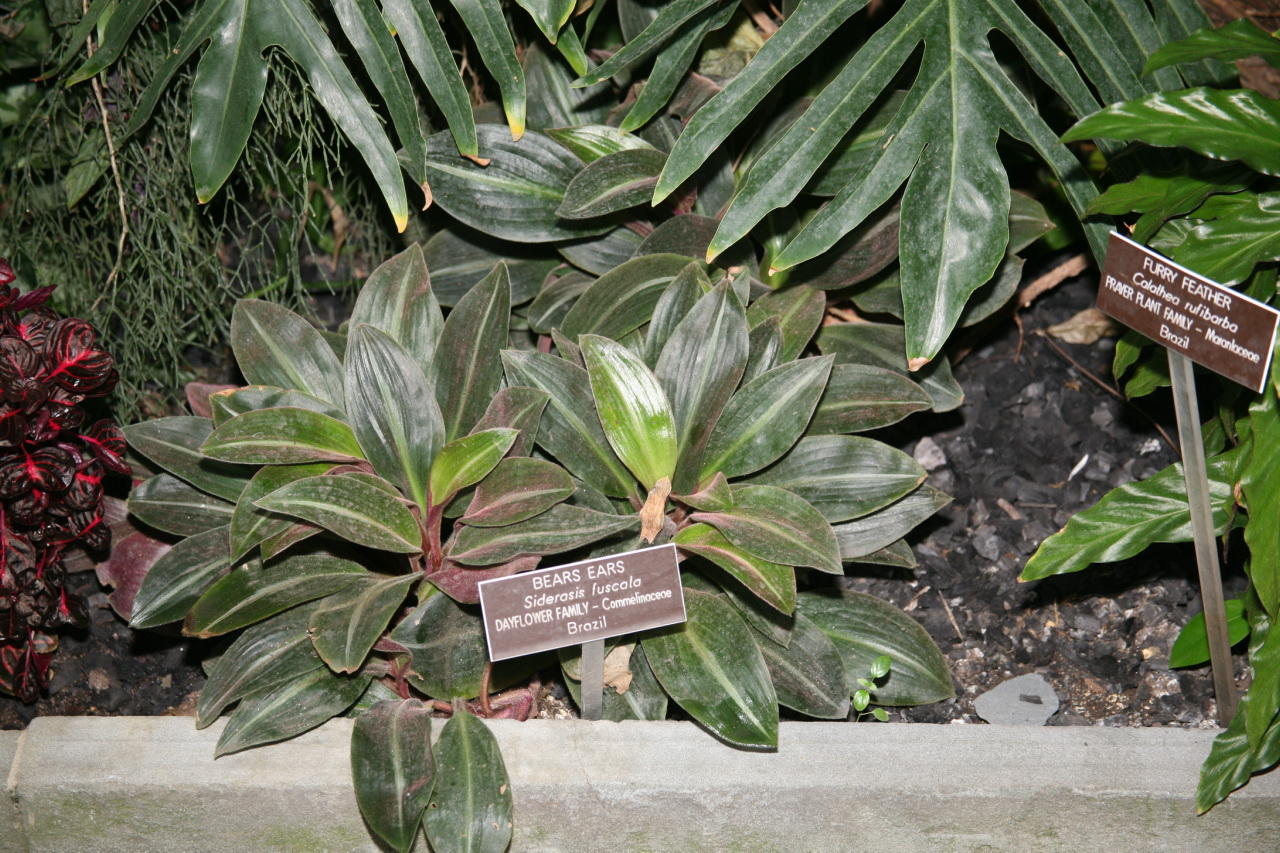
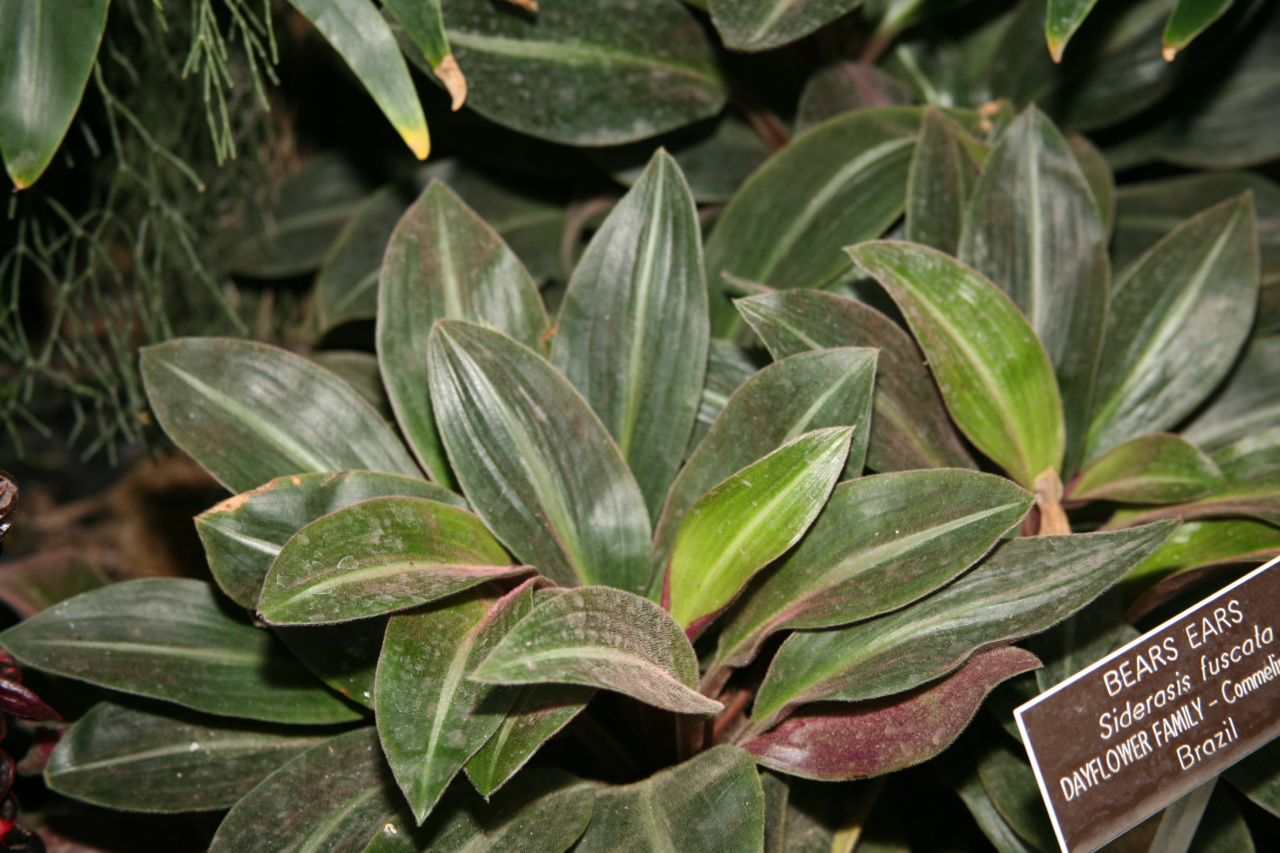
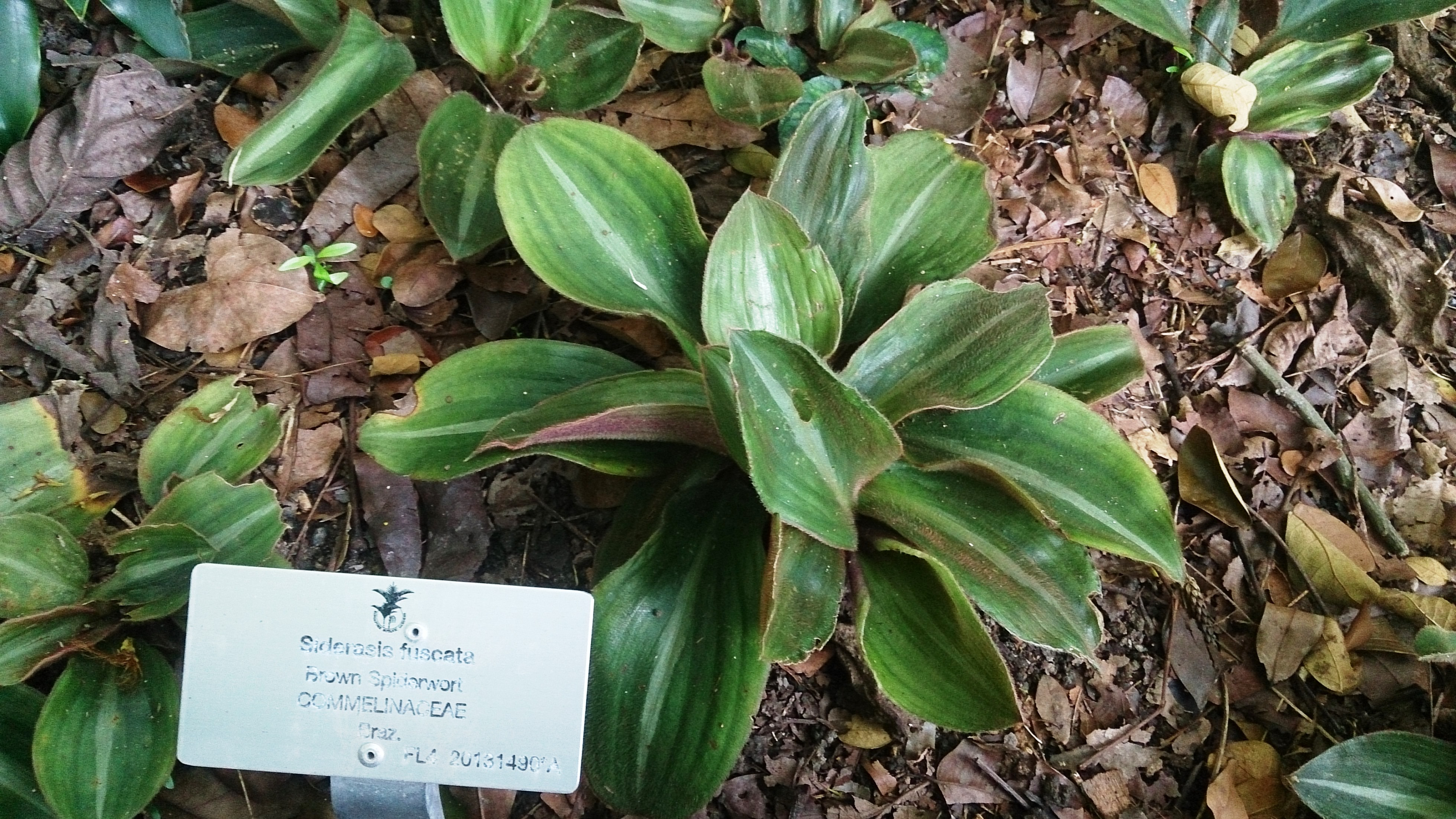
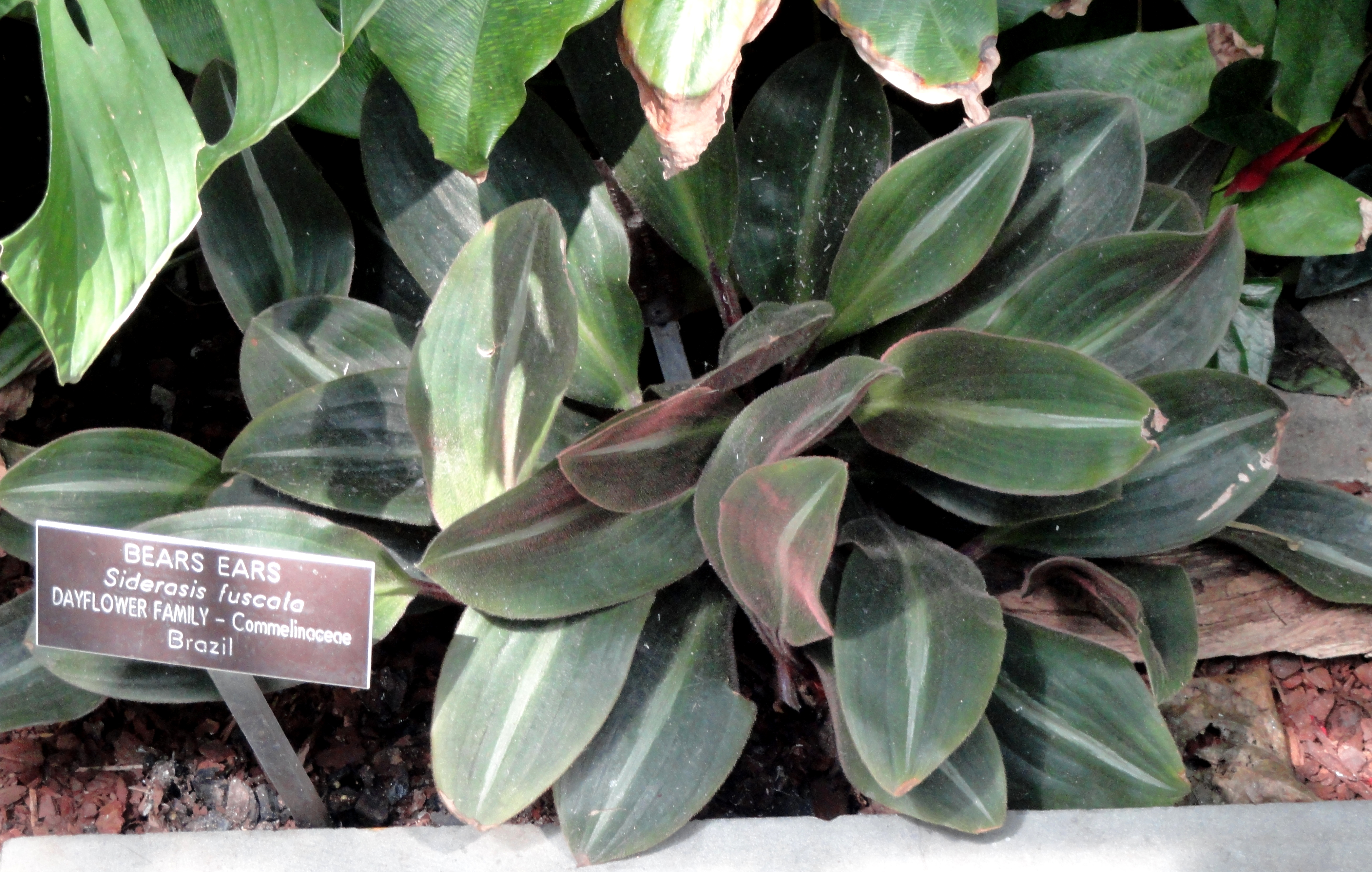